# Піщатинці
Піща́тинці — село в Україні, у Борсуківській сільській громаді Кременецького району Тернопільської області. Розташоване на півдні району. До 2015 центр сільради.
Від вересня 2015 року ввійшло у склад Великодедеркальської сільської громади.
Населення — 575 осіб (2007).

## Історія
Поблизу села виявлено археологічні пам'ятки періоду неоліту.
Перша писемна згадка — 1442 як Пищани.
1 жовтня 1933 року утворено ґміну Катербурґ Кременецького повіту і село включено до неї. 
Діяли «Просвіта», «Сільський господар» та інші товариства.
12 червня 2020 року, відповідно до розпорядження Кабінету Міністрів України № 724-р «Про визначення адміністративних центрів та затвердження територій територіальних громад Тернопільської області» увійшло до складу Лановецької міської громади.
19 липня 2020 року, в результаті адміністративно-територіальної реформи та ліквідації Лановецького району, село увійшло до складу Кременецького району.

## Пам'ятки
Є церква Пресвятої Богородиці (1938, мурована).
Споруджено пам'ятник воїнам-односельцям, полеглим у німецько-радянській війні (1966).
Є пам'ятник Тарасові Григоровичу Шевченку.

## Соціальна сфера
Працюють загальноосвітня школа І-ІІ ступенів, клуб, бібліотека, ФАП, відділення зв'язку.

## Постаті
- Фаюра Андрій Анатолійович (1999—2022) — солдат Збройних сил України, учасник російсько-української війни.

## Галерея

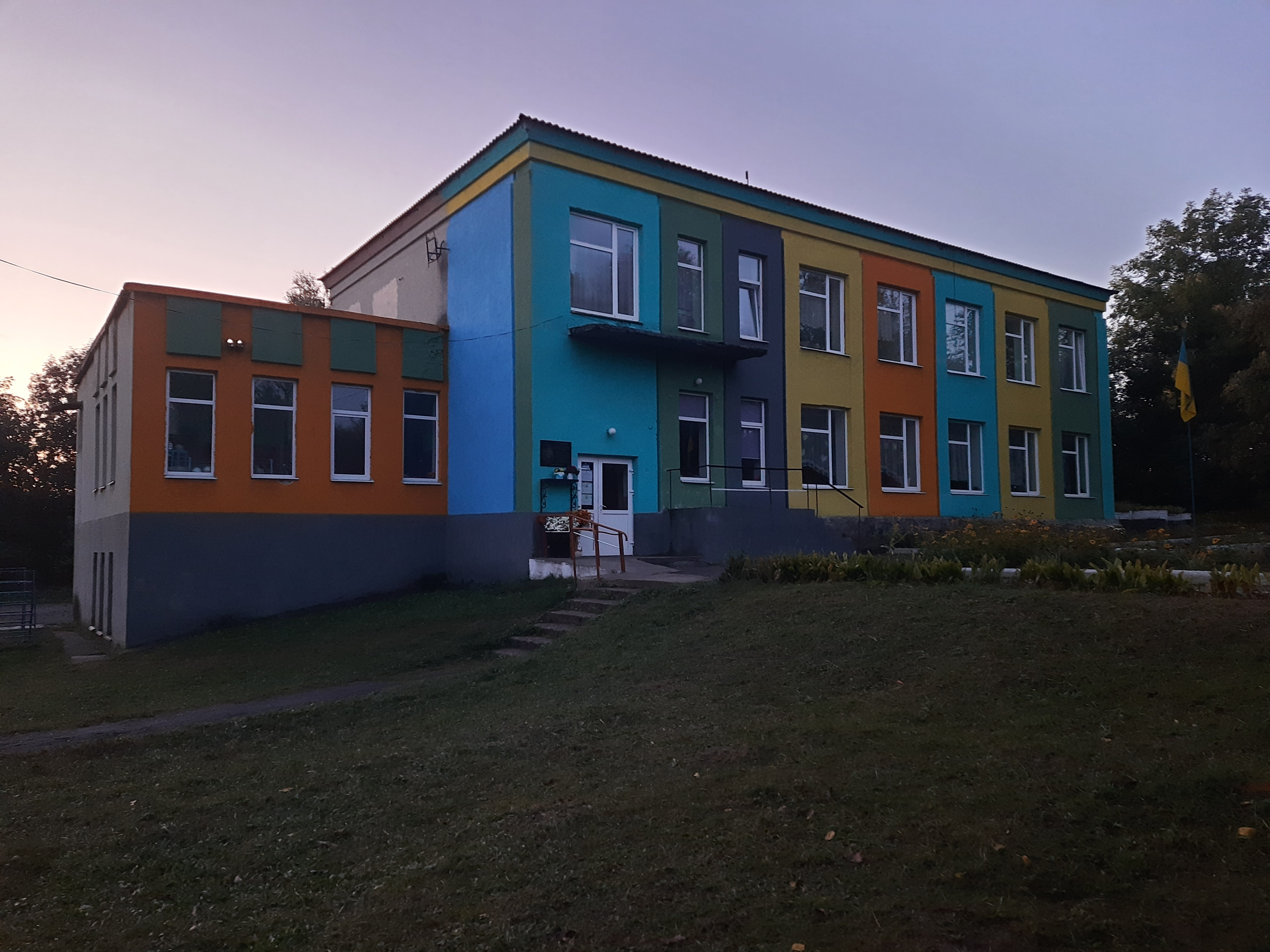
Школа
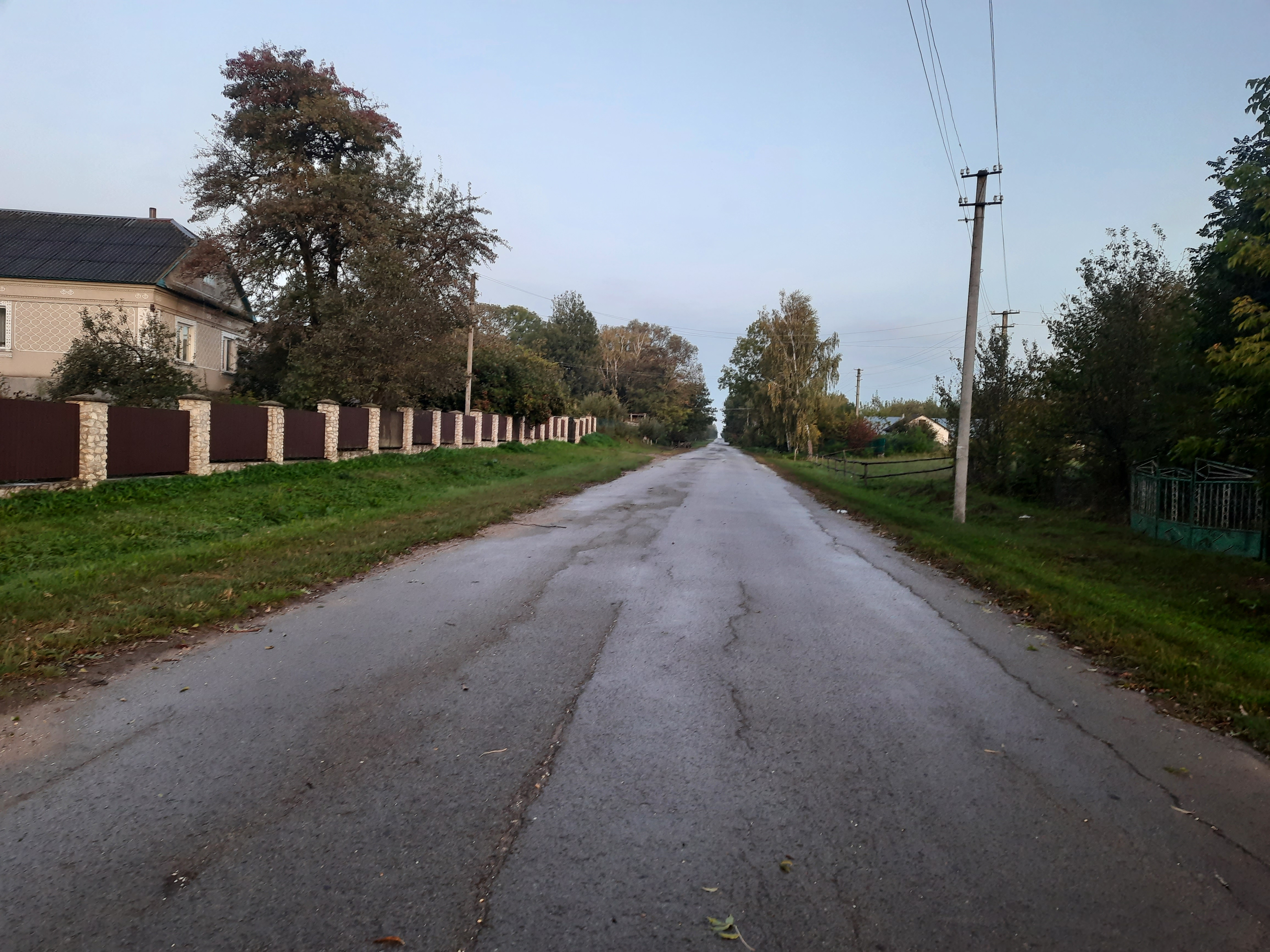
Сільська вулиця
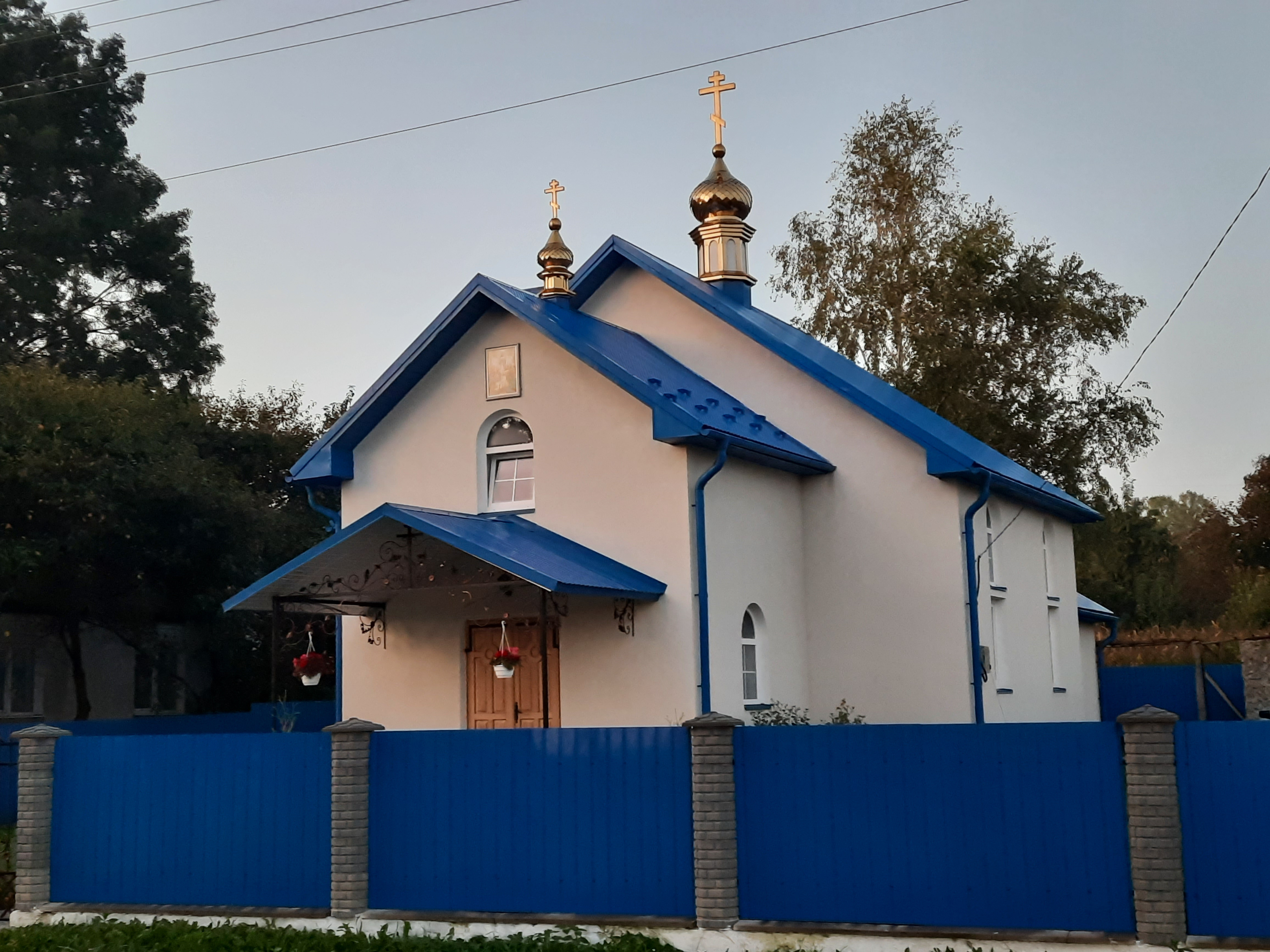
Церква Пресвятої Богородиці (УПЦ)
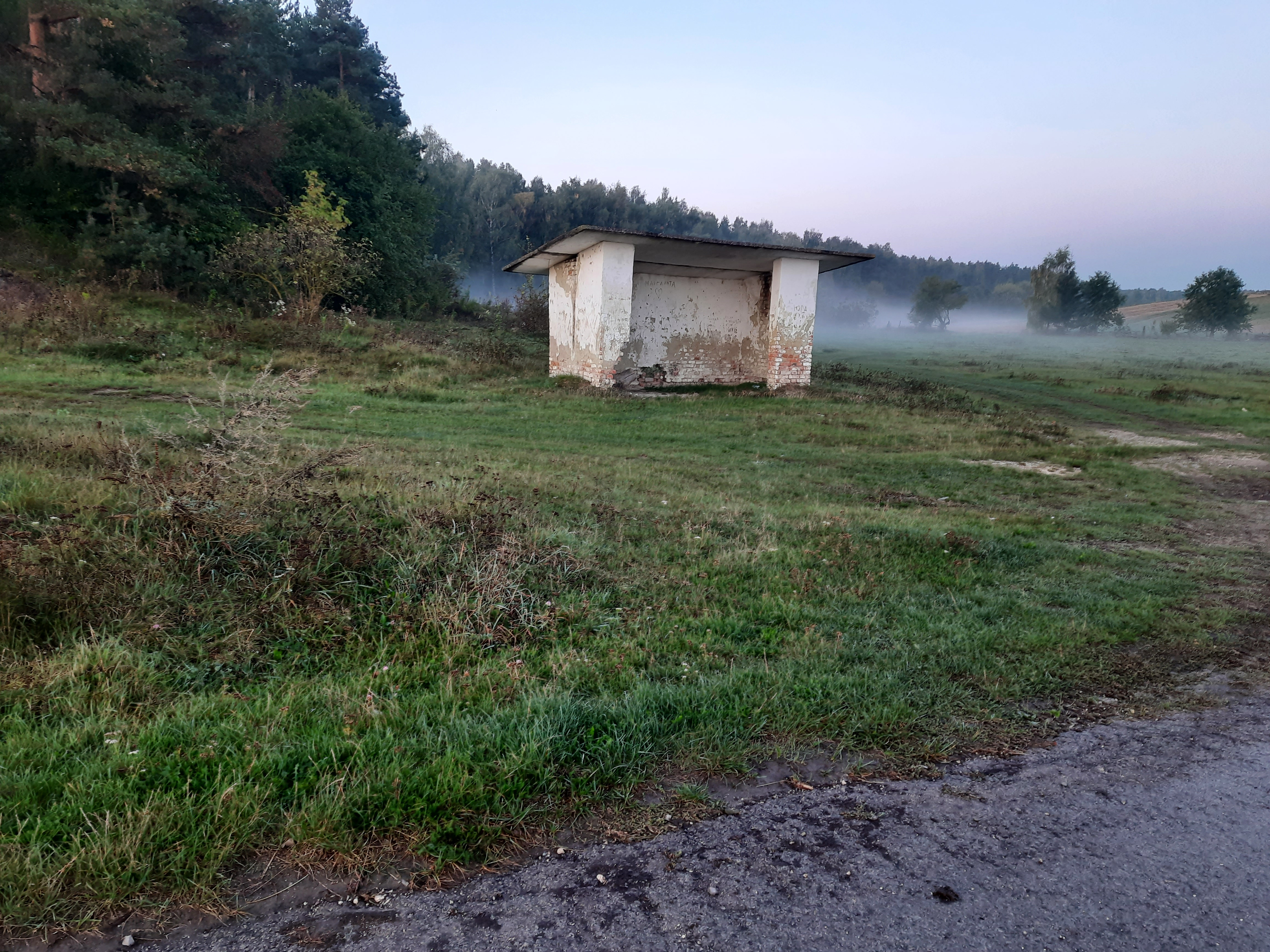
Автобусна зупинка